# Aivilingmiuts

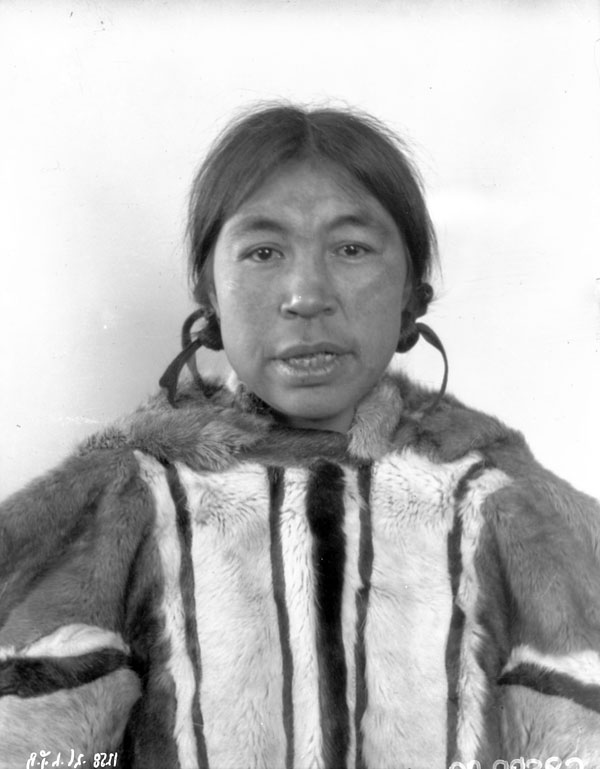
Femme aivilingmiute originaire de Naujaat. Photographie prise par L.T. Burwash en 1926

Les Aivilingmiuts ou Aivilik sont un groupe inuit qui résidait traditionnellement au nord de la baie d'Hudson au Canada près de Naujaat (ou Repulse Bay), de Chesterfield Inlet et de Coral Harbour. Ils sont des descendants de la culture de Thulé. Ils sont considérés comme étant un sous-groupe plus austral des Inuits d'Igloolik. Vers la fin des années 1880, les Aivilingmiuts migrèrent vers le sud afin de travailler parmi les baleiniers américains dans la baie d'Hudson.
Les Aivilingmiuts sont connus pour leurs attelages de chiens de traîneau et leur chasse au morse.

## Annexe